# Playa de la Ñora
La playa de la Ñora es una playa situada en la parroquia de Quintueles, entre los concejos asturianos de Gijón y Villaviciosa (España).

## Descripción
De unos 200 metros de longitud, se caracteriza por la existencia de una peña en el centro de la playa que queda cubierta en pleamar. Conocida como Peña el Romero, tiene una longitud de unos 50 metros y cuenta con numerosas pozas que, cuando la marea baja lo permite, son aptas para el baño.
La playa es de arena blanca, salvo por algunas zonas localizadas de piedra. Durante gran parte del año, atraviesa la playa el arroyo Ñora, que hace de frontera entre los municipios de Villaviciosa y Gijón. Está catalogada como LIC, y forma parte de la Costa Oriental de Asturias.

## Servicios
La playa cuenta con un restaurante, servicio de aparcamiento y servicio de vigilantes.
Las corrientes y el oleaje no suelen ser muy fuertes, pero pueden llegar a serlo con la existencia de mar de fondo, por lo que la playa está cerrada al baño algunos días del año.

## Accesos
La playa es accesible por carretera asfaltada y por sendas peatonales. Se puede acceder a ella por Quintueles, por la carretera local VV-1, o desde Gijón, por la carretera de la Providencia o por el alto del Infanzón.

## Galería

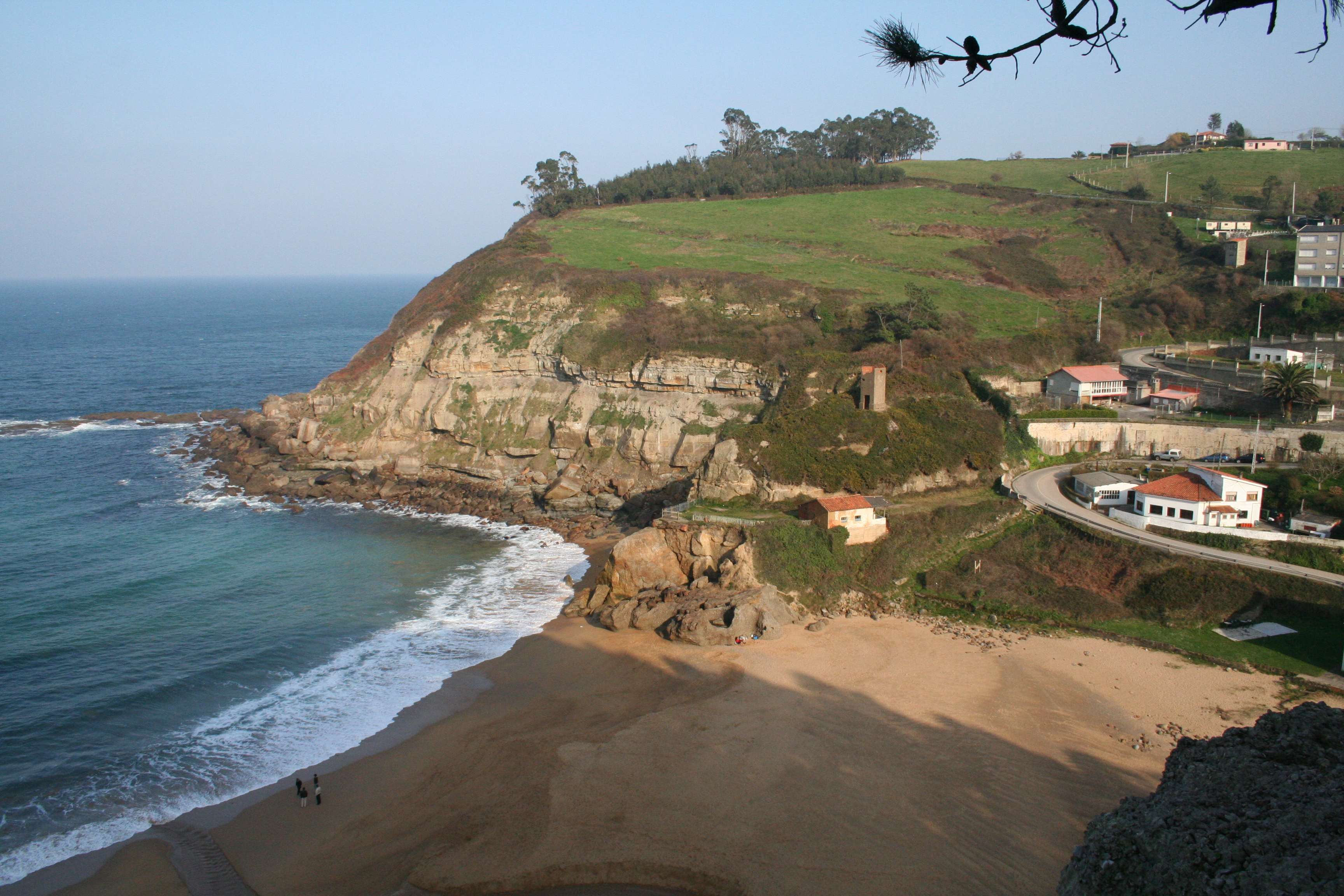
Playa desde el mirador.
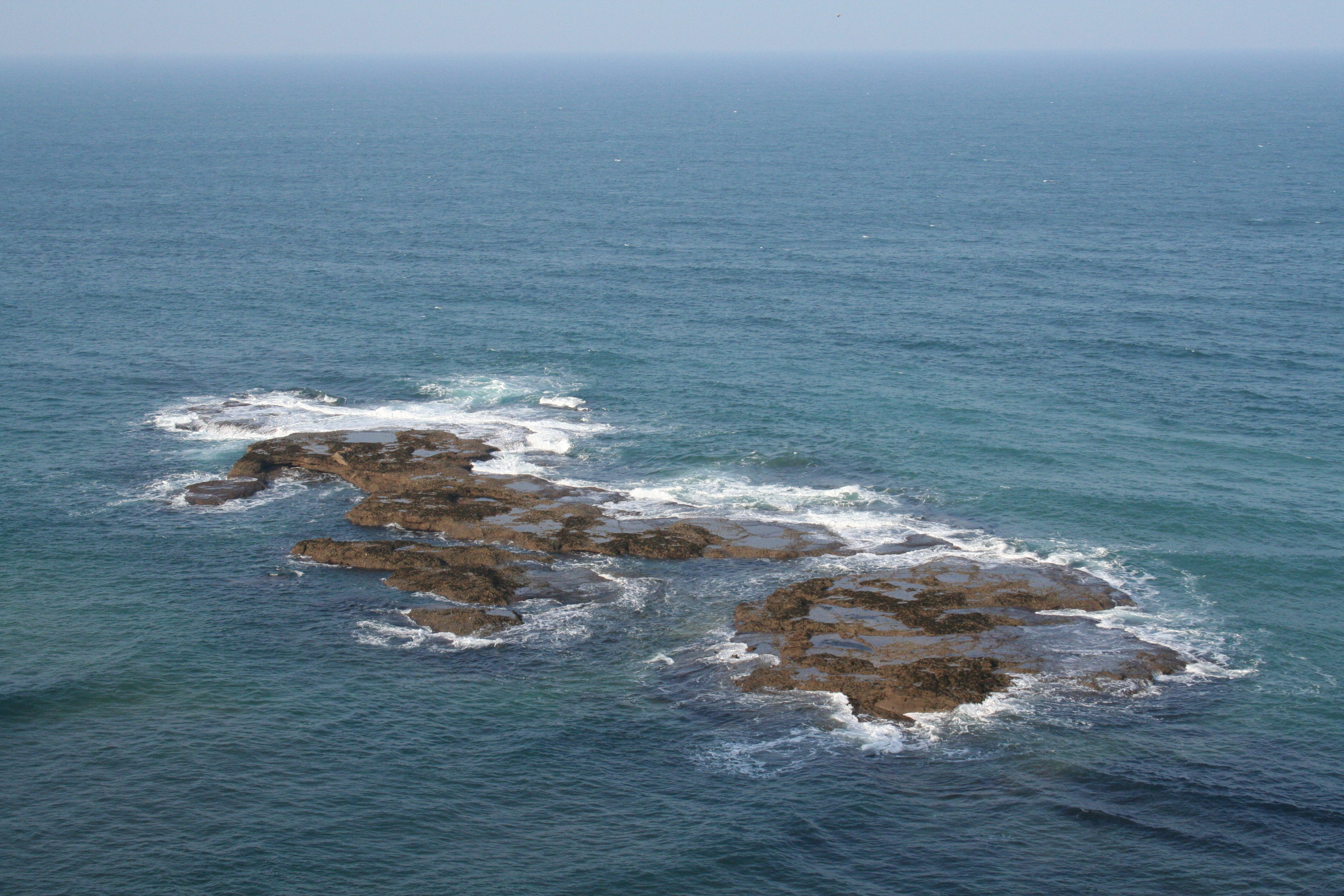
Peña El Romero.
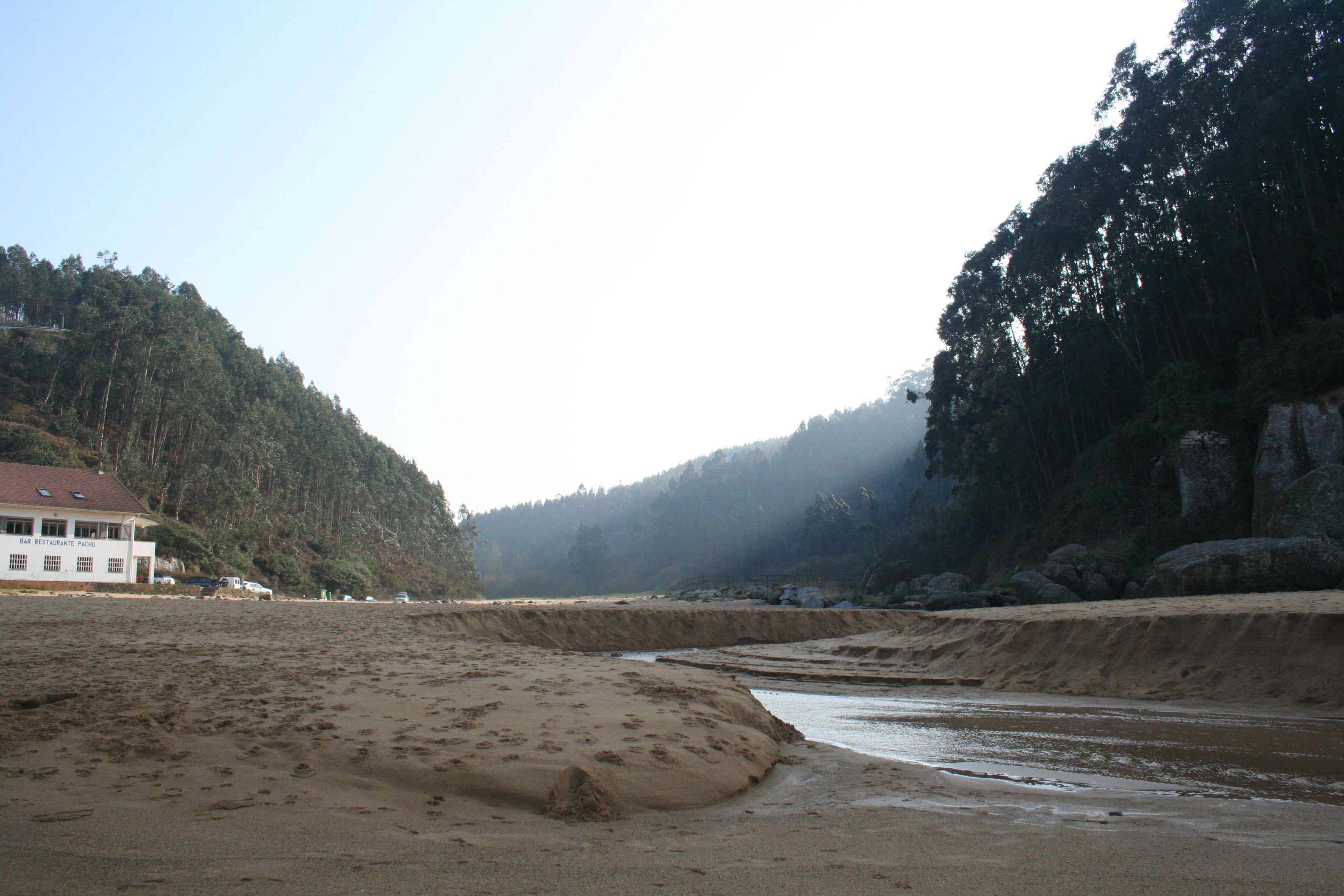
Arroyo Ñora.
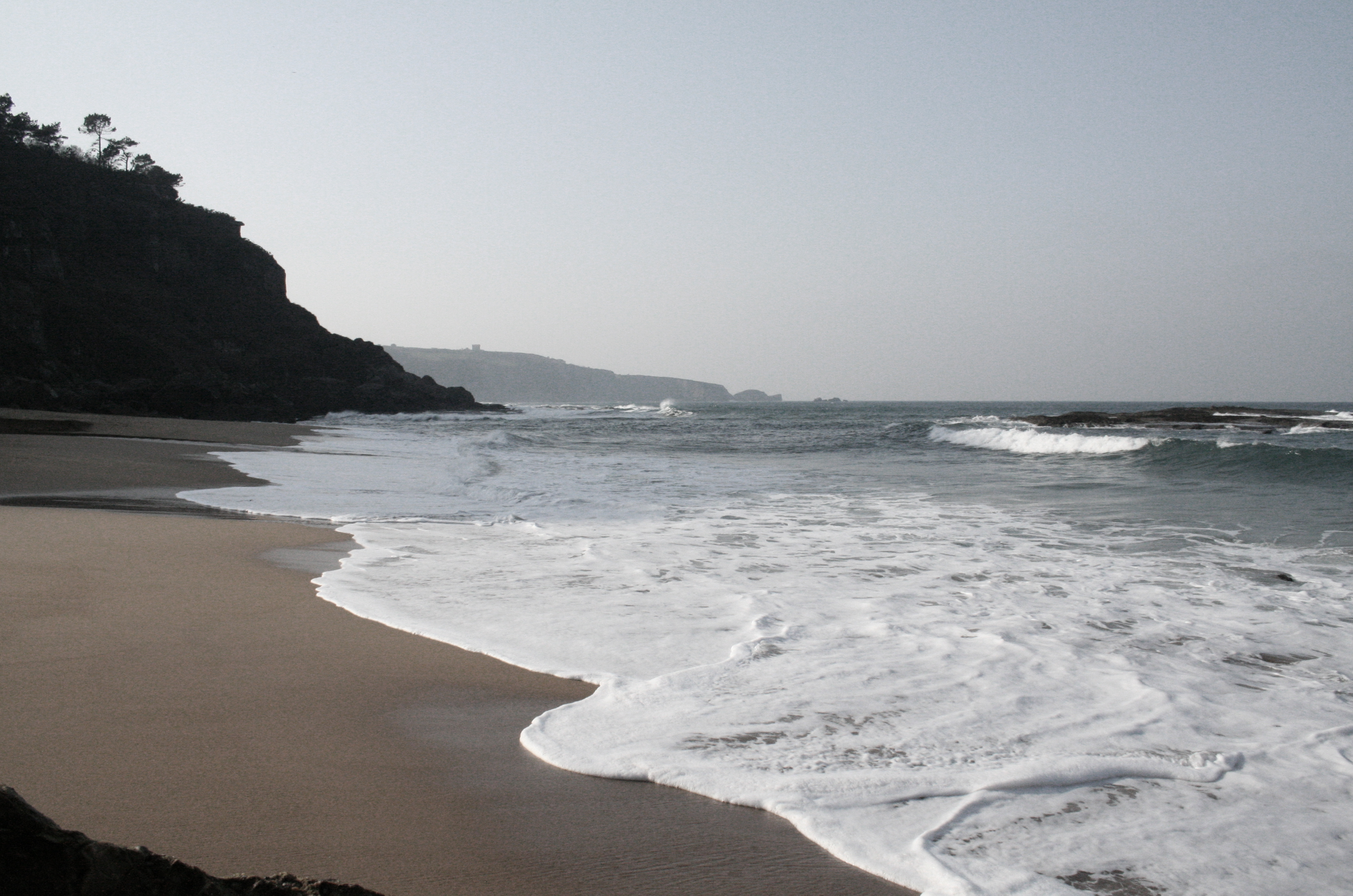
Vista desde la playa en dirección a Gijón.